# Höks landsfiskalsdistrikt
Höks landsfiskalsdistrikt var 1952–1964 ett landsfiskalsdistrikt i Hallands län, bildat när Sveriges nya indelning i landsfiskalsdistrikt trädde i kraft den 1 januari 1952 (enligt kungörelsen 1 juni 1951). Distriktet skapades genom sammanslagning av de tidigare landsfiskalsdistrikten Laholm och Skottorp. Den 1 januari 1965 avskaffades i Sverige samtliga landsfiskaler och landsfiskalsdistrikt, och deras arbetsuppgifter delades upp på de nyskapade indelningarna polisdistrikt, åklagardistrikt och kronofogdedistrikt.
Landsfiskalsdistriktet låg under länsstyrelsen i Hallands län.

## Ingående områden
Den 1 oktober 1954 indrogs stadsfiskalstjänsten i Laholms stad, som därmed ingick i landsfiskalsdistriktet i sin helhet.

### Från 1 januari 1952
- Hishults landskommun
- Karups landskommun
- Knäreds landskommun
- Laholms landskommun
- Laholms stad (staden tillhörde landsfiskalsdistriktet endast i utsökningshänseende; stadsfiskalstjänsten bibehölls "tills vidare")[2][5]
- Ränneslövs landskommun
- Veinge landskommun
- Våxtorps landskommun

### Från 1 oktober 1954
- Hishults landskommun
- Karups landskommun
- Knäreds landskommun
- Laholms landskommun
- Laholms stad
- Ränneslövs landskommun
- Veinge landskommun
- Våxtorps landskommun